# Gonchigiyn Bumatsende
 (novembre 2021).
Si vous disposez d'ouvrages ou d'articles de référence ou si vous connaissez des sites web de qualité traitant du thème abordé ici, merci de compléter l'article en donnant les références utiles à sa vérifiabilité et en les liant à la section « Notes et références ».
Gonchigiyn Bumatsende (en mongol : Гончигийн Бумцэнд ; 11 septembre 1881 - 23 septembre 1953) était un révolutionnaire mongol qui a occupé plusieurs postes de haut niveau au sein du gouvernement mongol dans les années 1940 et au début des années 1950. Il a été président du Présidium du grand Khoural d'État (chef d'État titulaire) de la république populaire de Mongolie de juillet 1940 jusqu'à sa mort.

## Biographie

### Jeunesse et début de carrière
Bumatsende est né le 11 septembre 1881 à Züünbürenhanuul Hoshuu, dans la province de Tüsheet khan (actuel district de Yeröö, dans la province de Selenge). Fils d'une famille de bergers pauvres, Bumatsende a appris tout seul à lire et à écrire l'écriture mongole à l'âge de 13 ans et a aidé les bergers analphabètes de sa région à rédiger des pétitions au gouvernement. Dans sa jeunesse, il a travaillé comme menuisier et conducteur de charrette dans une station de relais pour chevaux. Pendant le Bogdo Khan, il a travaillé comme ouvrier à Khüree (actuel Oulan-Bator).
Bumatsende a établi son premier contact avec les révolutionnaires mongols en 1920 alors qu'il travaillait pour l'administration de son hoshuu local. Il a aidé à collecter des vêtements d'hiver pour l'armée des partisans et a participé à un travail de propagande. Il a été nommé commandant d'unité dans l'armée partisane mongole commandée par Damdin Sükhbaatar pendant la révolution mongole de 1921 et a joué un rôle dans la défaite de la garnison chinoise à Kyakhta en mars 1921. Après que les partisans mongols et les troupes de l'Armée rouge soviétique sont entrés avec succès dans Khüree en juillet de cette année, l'unité de Bumatsende a participé à plusieurs opérations de guérilla contre les forces du Baron Roman von Ungern-Sternberg. Son unité a ensuite réprimé les soulèvements contre-révolutionnaires dans l'est de la Mongolie.
Il a rejoint le Parti du peuple mongol en 1923 et a passé une grande partie des années 1920 à travailler comme chef de police tout en renforçant les structures administratives de la révolution dans son district d'origine. Pendant la majeure partie des années 1930, il a supervisé des coopératives dans la province de Selenge et, en tant que chef de la cellule locale du parti, a été directement impliqué dans les efforts visant à exproprier les biens des nobles locaux et à expulser les commerçants chinois du pays.

### Chef de l'État
Bumatsende a été choisi pour servir en tant que président du Présidium du grand Khoural d'État (chef d'État titulaire) lors du dixième Congrès du Parti en 1940. C'était un rôle honorifique, le pouvoir étant entre les mains du Premier ministre Horloogiyn Choybalsan. Il est devenu membre du Politburo du pays en 1943 et président du Grand Khoural en 1951. Il est décédé en fonction le 23 septembre 1953 à l'âge de 72 ans.
Il a reçu deux fois l'Ordre de Sukhbaatar et a reçu l'Ordre soviétique de Lénine.